# Fundulea
Fundulea város Călărași megyében, Munténiában, Romániában.

## Fekvése
A fővárostól, Bukaresttől 30 km-re keletre található.

## Történelem
Először Fondele néven jelenik meg Jacob Friedrich Schmidt 1774-es Moldvai és Havasalföldi Hercegségek térképén.  Az első dokumentumos említés 1778-ban a Lipcsében Bauer tábornok által Lipcsében kiadott, Wallachia történeti és földrajzi emlékei: Fundule petit village sur le ruisseau de Katora, 145. oldal.
Városi rangot 1989-ben kapott

## Népesség
A város népességének alakulása:
- 1992 - 6728 lakos
- 2002 - 6691 lakos

## Külső hivatkozások
- A városról